# Andrzej Bednarz (lutnik)
Andrzej Bednarz (ur. 27 stycznia 1877 w Międzyczerwiennem, zm. 28 marca 1967 w Zakopanem) – polski lutnik, stolarz meblowy, nauczyciel lutnictwa związany z Podhalem.

## Życiorys
Urodził się 27 stycznia 1877 roku w Międzyczerwiennem (inne nazwy: Czerwienne, Godowo) na Podhalu, jako syn Mikołaja Bednarza i Rozalii z d. Bartoszek. W roku 1897 ukończył Szkołę Snycerską w Zakopanem, w której uczył się stolarstwa meblowego.

W latach 1913–1920 wyjeżdżał dwa razy do Ameryki, gdzie pracował w Manufakturze Lutniczej i wyuczył się zawodu lutnika. Po powrocie do Zakopanego dokształcał się samodzielnie i budował skrzypce oraz gęśle dla podhalańskich muzyków. O wysokim kunszcie wykonania tych instrumentów wspomina Jan Karpiel-Bułecka:
"Jak wyglądały gęśle z tamtego okresu? Najlepszym przykładem są złóbcoki Andrzeja Bednarza, lutnika samouka, który później założył klasę w Szkole Przemysłu Drzewnego. Instrument już starannie wykonany, artystycznie i technicznie dojrzały. Andrzej Bednarz opracował własny, autorski model złóbcoków. Następnie wykonał wiele świetnych brzmiących klasycznie skrzypiec i wychował pokolenie znakomitych lutników."
Skrzypce i inne instrumenty wykonane przez A. Bednarza prezentowane były na różnych wystawach, między innymi w 1936 r. na wystawie lutniczej w Krakowie urządzonej przez Muzeum Przemysłu Lutniczego.

Od 1923 roku pracował w Szkole Przemysłu Drzewnego w Zakopanem jako nauczyciel stolarstwa i opiekun świetlicy, gdzie nadprogramowo przekazywał uczniom swoją wiedzę o budowie skrzypiec. 
"W zajęciach uczestniczyli przede wszystkim uczniowie ze specjalizacji stolarstwa meblowego, będący równocześnie góralskimi muzykami. Program Bednarza obejmował budowę prostych instrumentów ludowych, takich jak złóbcoki podhalańskie i prymitywne skrzypce. Warto dodać, że zakopiańskie kursy lutnicze z tego okresu były jedynym zorganizowanym typem szkolnictwa lutniczego w Europie."
W roku 1927 poprowadził pierwszy kurs lutniczy zorganizowany przez Towarzystwo Szkoły Ludowej. Od roku 1948 prowadził zajęcia w dziale lutnictwa w Zasadniczej Szkole Zawodowej w Zakopanem. Kierunek lutniczy w tej szkole powołano do życia w wyniku intensywnych starań Andrzeja Bednarza, Franciszka Marduły, Konstantyna Feliksa Pruszaka oraz Tomasza Panufnika z ówczesnym kierownictwem Ministerstwa Kultury.
Od roku 1956 nauczał w Technikum Budowy Instrumentów Lutniczych w Nowym Targu.
Najwybitniejszym z jego uczniów był Franciszek Marduła, lutnik i pedagog z Zakopanego. Uczył się także u niego lutnik Jan Tylka,

## Życie prywatne
Żonaty dwukrotnie, z pierwszą żoną Marianną miał syna Stanisława. Po śmierci Marianny ożenił się z Anną z d. Pająk, pochodzącą z Gronkowa, z którą miał troje dzieci Mariannę, Józefa i Karolinę.
Zmarł 28 marca 1967 roku. Spoczywa na Cmentarzu Zasłużonych na Pęksowym Brzyzku w Zakopanem (P/III/47).